# بلن سوچی
بلن سوچی (اسپانیایی: Belén Succi‎؛ زادهٔ ۱۶ اکتبر ۱۹۸۵) بازیکن هاکی روی چمن زن اهل آرژانتین است.